# Glenognatha centralis
Glenognatha centralis is een spinnensoort in de taxonomische indeling van de strekspinnen.
Het dier behoort tot het geslacht Glenognatha. De wetenschappelijke naam van de soort werd voor het eerst geldig gepubliceerd in 1925 door Ralph Vary Chamberlin.